# Volksbank in der Hohen Mark
Die Volksbank in der Hohen Mark eG ist eine deutsche Genossenschaftsbank mit Sitz im Ortsteil Groß Reken in der nordrhein-westfälischen Gemeinde Reken im Kreis Borken.

## Geschichte
Die heutige Volksbank in der Hohen Mark eG ist im Jahr 2018 aus der Fusion der Volksbank Lembeck-Rhade eG mit dem Sitz in Lembeck und der Spar- und Darlehnskasse Reken eG entstanden.
Die Spar- und Darlehnskasse Reken eG wurde im Jahre 1933 als Rekener Genossenschaftskasse e.G.m.u.H. gegründet und hatte ihren Sitz in Bahnhof Reken. 1953 wurde der Sitz nach Groß Reken verlegt, wo sich seitdem die Hauptstelle befindet. Im Laufe der Jahre wurden die Geschäftsstellen in Bahnhof Reken, Klein Reken und Maria Veen eröffnet.
Die ehemalige Volksbank Lembeck e.G. wurde 1895 als Spar- und Darlehnskasse  gegründet und fusionierte 1987 mit der Volksbank Rhade e.G. (gegründet als Spar- und Darlehnskasse am 12. Januar 1896) mit dem Sitz in Rhade zur Volksbank Lembeck-Rhade eG mit dem Sitz in Lembeck.
Im Jahr 2024 fusionierte die Volksbank in der Hohen Mark eG  mit der Volksbank Gemen eG.

## Rechtsverhältnisse
Die Volksbank in der Hohen Mark eG ist im Genossenschaftsregister beim Amtsgericht Coesfeld unter GnR 150 eingetragen.

## Organisationsstruktur
Rechtsgrundlagen sind das Genossenschaftsgesetz und die durch die Vertreterversammlung beschlossene Satzung. Organe der Bank sind der Vorstand, der Aufsichtsrat und die Vertreterversammlung.

## Sicherungseinrichtung
Die Volksbank in der Hohen Mark eG ist der amtlich anerkannten Sicherungseinrichtung des Bundesverbandes der Deutschen Volksbanken und Raiffeisenbanken GmbH und der zusätzlichen freiwilligen Sicherungseinrichtung des Bundesverbandes der Deutschen Volksbanken und Raiffeisenbanken e.V. angeschlossen und gehört dem Bundesverband der Deutschen Volks- und Raiffeisenbanken an.

## Geschäftsausrichtung
Die Volksbank in der Hohen Mark eG betreibt das Universalbankgeschäft. Im Verbundgeschäft arbeitet sie mit der DZ Bank, R+V Versicherung, Bausparkasse Schwäbisch Hall, Teambank, VR Smart Finanz, DZ Privatbank, MünchenerHyp, DZ Hyp und der Union Investment zusammen.

## Reken-Stiftung
Die Reken-Stiftung wurde 2008 gemeinsam von der Gemeinde Reken und der damaligen Spar- und Darlehnskasse Reken eG gegründet. Sie ist eine Gemeinschaftseinrichtung von Bürgern für Bürger. Sie fördert die Kinder-, Jugend-, Alten- und Behindertenhilfe, den Sport, insbesondere den Breiten- und den Nachwuchssport, die Erziehung, Volks- und Berufsbildung, kulturelle Zwecke, insbesondere die Kunst, die Pflege und Erhaltung von Kulturwerten sowie die Förderung der Denkmalpflege, die internationale Gesinnung, die Toleranz und den Völkerverständigungsgedanken sowie Wissenschaft und Forschung.

## Geschäftsgebiet
Das Geschäftsgebiet erstreckt sich im südlichen Teil des Kreises Borken auf die Gemeinde Reken mit den Ortsteilen Groß Reken, Bahnhof Reken, Maria Veen, Hülsten und Klein Reken sowie die Orte Lembeck und Rhade der Stadt Dorsten im nördlichen Teil des Kreises Recklinghausen.
An diesen Orten betreibt die Bank Filialen:
- Groß Reken (Hauptstelle, jur. Sitz)
- Gemen (Geschäftsstelle)
- Lembeck (Geschäftsstelle)
- Bahnhof Reken (Geschäftsstelle)
- Klein Reken (Geschäftsstelle)
- Maria Veen (Geschäftsstelle)
- Rhade (Geschäftsstelle)

## Tochterunternehmen
- Hausknecht GmbH
- Hohe Mark Immobilien GmbH
- Hohe Mark Energie GmbH
- Hohe Mark Versicherungsmakler GmbH
- RLR-ImmoProjekt GmbH